# 特尔果乡
特尔果乡，是中华人民共和国四川省凉山彝族自治州普格县曾经下辖的一个乡。2021年1月12日，撤销五道箐乡、特尔果乡、马洪乡和红莫依达乡，设立五道箐镇。以原五道箐乡、原特尔果乡、原马洪乡和原红莫依达乡所属行政区域为五道箐镇的行政区域。

## 行政区划
特尔果乡撤销前下辖以下地区：
特博波乌村、拿马俄久村、特尔果村、洛脚俄补村和古木洛村。